# Chloronia yungas
Chloronia yungas är en insektsart som beskrevs av Contreras-ramos 2006. Chloronia yungas ingår i släktet Chloronia och familjen Corydalidae. Inga underarter finns listade i Catalogue of Life.